# Galatzó

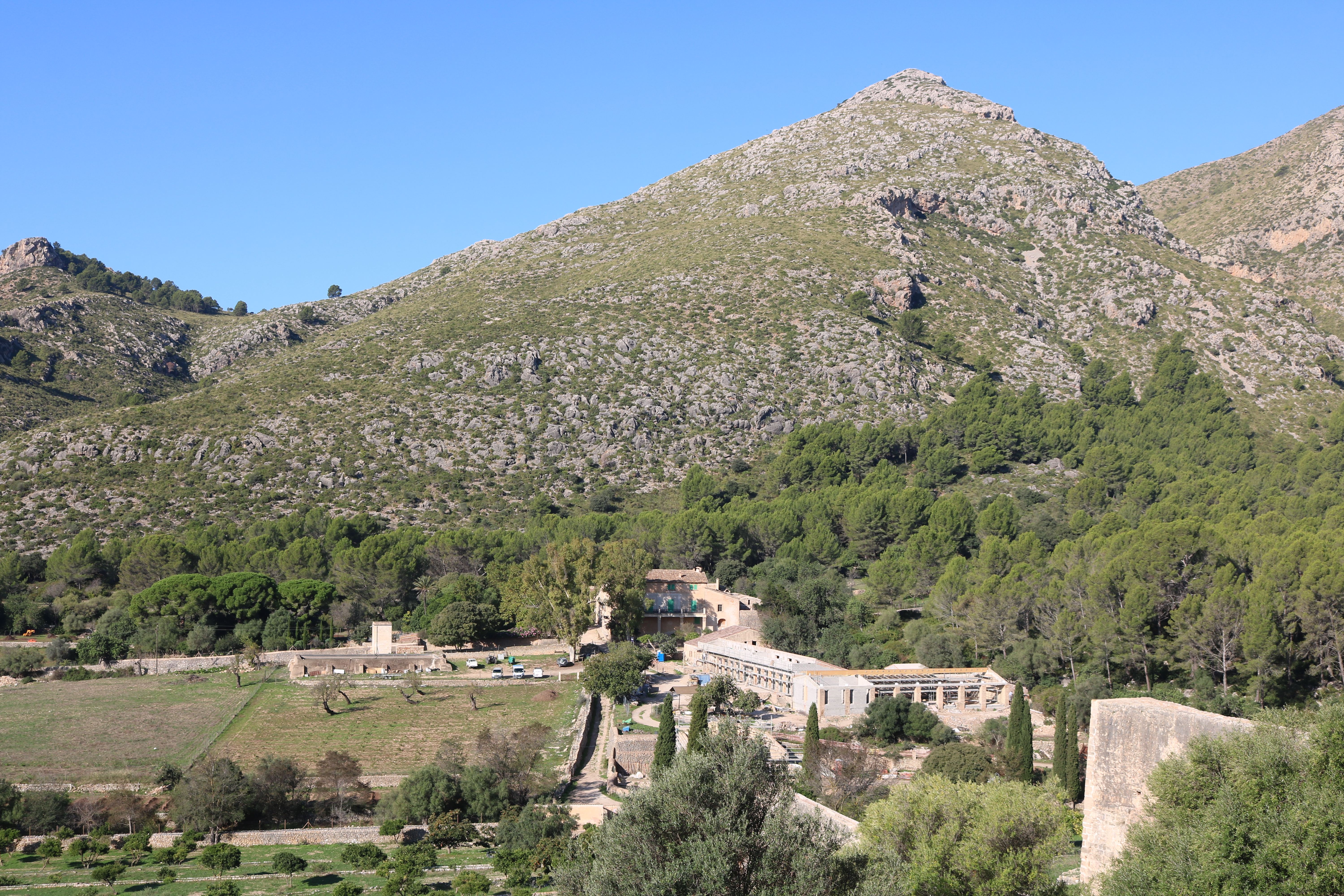
Tal der Finca Galatzó, gesehen vom Mirador de les Cases

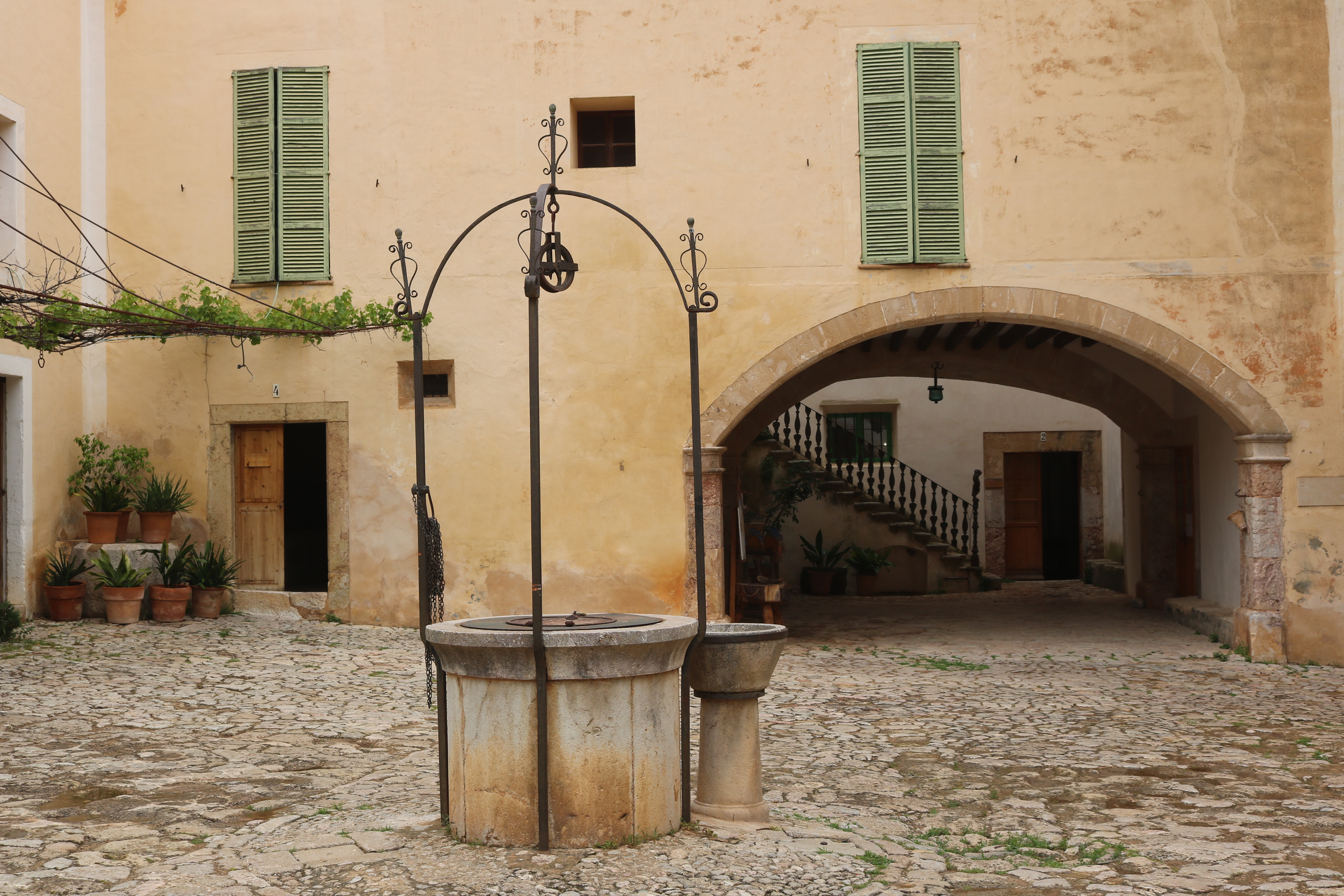
Ziehbrunnen im gepflasterten Innenhof der Finca Galatzó

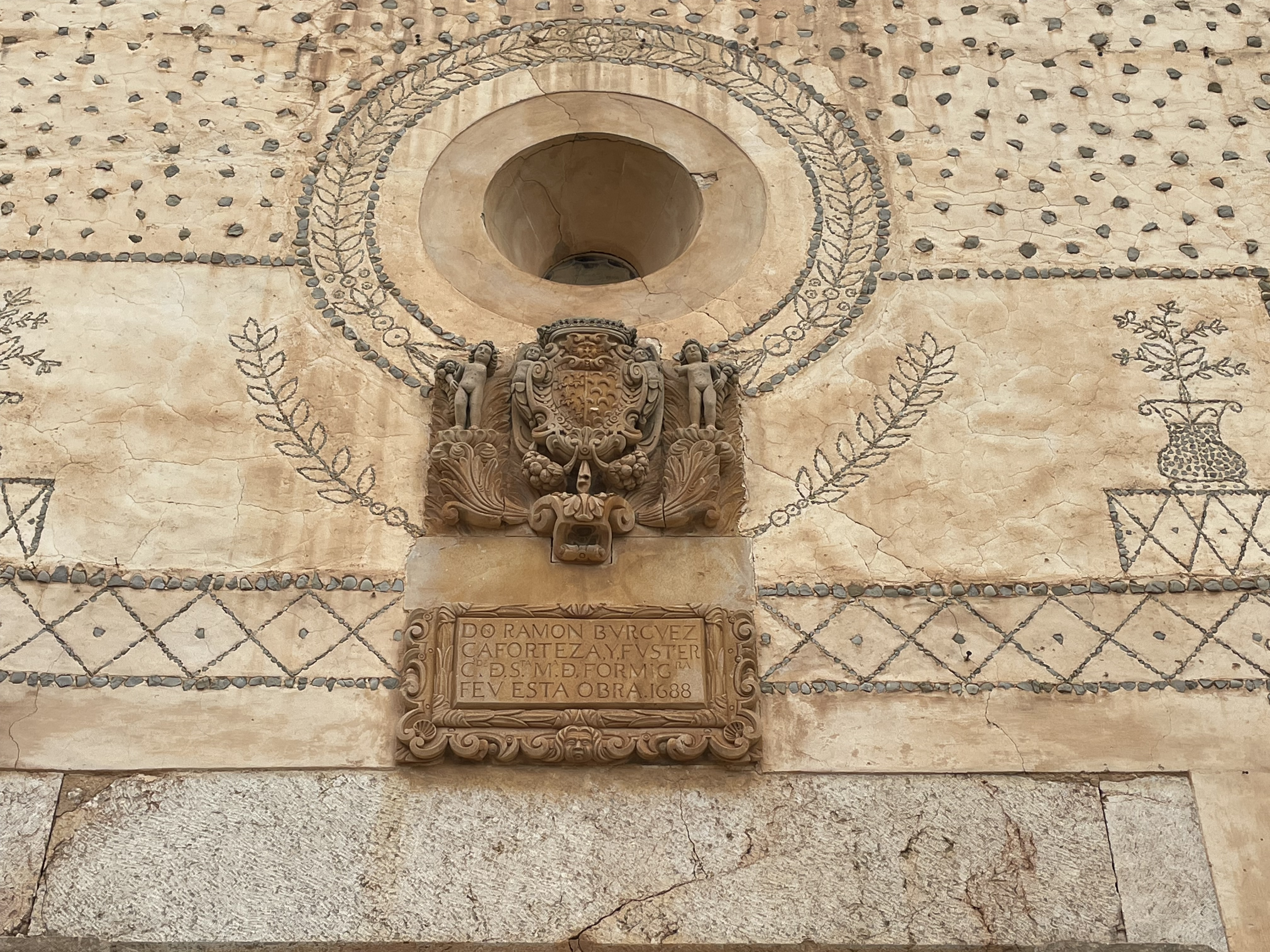
Adliges Wappenfries an der Hauptfassade der Finca Galatzó

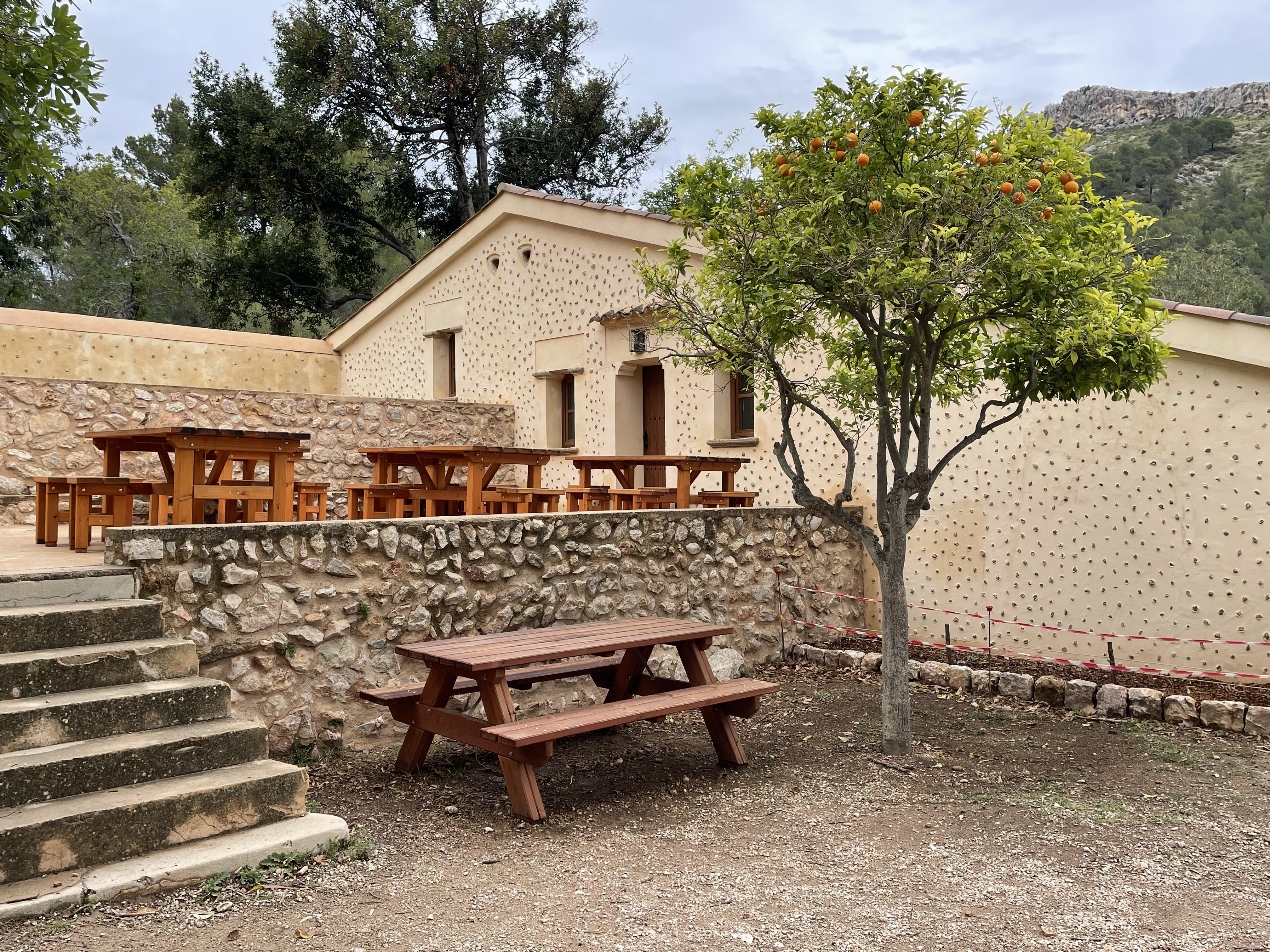
Berghütte Refugi de Galatzó

Die Finca Pública Galatzó ist ein Landgut auf der spanischen Mittelmeerinsel Mallorca. Es wurde 2006 von der Gemeinde Calvià aus Mitteln der Touristensteuer für 9 Millionen Euro erworben und für die Öffentlichkeit zugänglich gemacht. Das weitläufige Gebiet wird sowohl von Mallorquinern als auch von ausländischen Feriengästen zum Wandern und Picknicken genutzt, alles in allem kommen pro Jahr jeweils etwa 20 000 Besucher.

## Lage und Größe
Die Finca gehört mit rund 1400 Hektar (14 km²) zu den größten Landgütern Mallorcas. Sie liegt von den Nordwinden geschützt in einem fruchtbaren Tal im südwestlichen Teil der Insel wenige Kilometer nordwestlich der Kleinstadt Calvià. Angrenzende Gemeinden sind Estellencs, Puigpunyent und Andratx. Auf dem Gebiet befinden sich mit dem Puig de Galatzó (1025 m ü. NHN) und der Mola de s’Esclop (925 m ü. NHN) die beiden höchsten Gipfel der südlichen Serra de Tramuntana.

## Vegetation
Die natürliche Vegetation besteht größtenteils aus lichten Wäldern der Aleppo-Kiefer (Pinus halepensis), im Unterwuchs finden sich u. a. Zwergpalme (Chamaerops humilis), Mastixstrauch (Pistacia lentiscus), Vielblütige Heide (Erica multiflora) und Stech-Wacholder (Juniperus oxycedrus),
Im Frühjahr blüht auf Feldern und an Wegrändern in großer Zahl Ästiger Affodill (Asphodelus ramosus) und die Kronenwucherblume (Glebionis coronaria), auch Weichhaariges Schwefelkörbchen (Urospermum dalechampii), Krummstab (Arisarum vulgare) und zahlreiche andere Wildblumen der mediterranen Flora sind zu sehen.

## Geschichte
Durch die geschützte Südlage am Fuß des Tramuntanagebirges wurde das Tal schon vor etwa 4000 Jahren besiedelt. Aus der Talayot-Kultur (13. bis 2. Jahrhundert v. Chr.) blieben Relikte von Turmbauten und Grabanlagen erhalten. Unter der muslimischen Herrschaft (10. bis 12. Jahrhundert) installierte man ein ausgeklügeltes Bewässerungssystem, das von mehreren ergiebigen Quellen und Wildbächen, vor allem dem Torrent de Galatzó (führt heute nur noch nach Regenfällen Wasser), gespeist wurde. Das Landgut wurde erstmals im Jahr 1283 schriftlich erwähnt, kurz nach der Rückeroberung Mallorcas durch König Jakob I. (Aragón), (katalanisch Jaume el Conqueridor).
Eine Zehntscheune belegt, dass man im Tal früher vor allem Getreide anbaute, das mit Hilfe von zwei Wassermühlen gemahlen wurde. Heute wird das Kulturland in erster Linie für Oliven-, Mandel-, Johannisbrot- und Obstanbau genutzt.

## Zugang
Für Besucher ist das Gebiet nur zu Fuß zugänglich, das Mitbringen von Fahrrädern oder Hunden ist nicht gestattet. Der Zugang ist kostenlos, die Tore stehen vom 1. April bis 30. September von 7 bis 19 Uhr offen, im Winterhalbjahr von 8 bis 17 Uhr.  Von der Landstraße Ma-1032 von Es Capdellà nach Galilea zweigt bei km 2,2 ein unbefestigter Fahrweg zum Wanderparkplatz Ca l’Amo en Biel ab. Von dort kommt man nach 15 Gehminuten zum Hauptgebäude der Finca. Vom Rathaus in Es Capdellà (Busanbindung von Palma de Mallorca und Santa Ponça), erreicht man durch einen weiteren Eingang auf dem ausgeschilderten Fernwanderweg GR 221 nach drei Kilometern das Haupthaus. Vom sechs Kilometer entfernten Badeort Peguera an der Südwestküste führt neben der Landstraße Ma-1012 ein gut ausgebauter Fußgängerweg nach Es Capdellà.

## Sehenswertes
An der repräsentativen Südfassade des dreistöckigen Herrenhauses fällt die Verzierung von mit in den Putz eingearbeiteten Kieselsteinen ins Auge. Vom Ziehbrunnen in dem großzügigen Innenhof kommt man in die ehemalige Bauernküche und daneben zur in einer hohen Halle untergebrachten restaurierten Ölmühle. Mit ihr wurde bis in die 1960er-Jahre hinein Olivenöl gewonnen, das man in einem Lagerraum daneben aufbewahrte.
Rechts neben dem Haupteingang führt ein separater Eingang in die schlichte Hauskapelle, in der früher die Messe gelesen wurden. Über dem Portal der Kapelle weist ein Wappen auf einen der einstigen adligen Eigentümer des Anwesens hin.
In den ausgebauten ehemaligen Stallungen neben dem Haupthaus eröffnete 2022 der Refugi de Galatzó, eine Berghütte mit einer Kapazität von 52 Betten.
Die günstige Unterkunft wird vornehmlich von Fernwanderern des GR 221 auf dem Weg nach Port de Pollença genutzt.
Der Garten gegenüber vom Hauptgebäude wird von einer mächtigen Pinie (Pinus pinea) beschattet, neben Zürgelbaum (Celtis australis) und Peruanischem Pfefferbaum (Schinus molle) finden sich in dem auf das 19. Jahrhundert zurückgehenden botanischen Areal  vornehmlich mediterrane Ziersträucher.

## Wegenetz
Das Wanderwegnetz auf dem Finca-Gebiet umfasst etwa 35 km. Die unbefestigten Wege sind leicht begehbar und gut ausgeschildert. Zu den Wanderzielen gehört neben prähistorischen Ausgrabungen sowie Rast- und Aussichtsplätzen auch ein Richtplatz namens s’Argolla, auf dem im 17. Jahrhundert Recht gesprochen wurde.
Manche der Wanderwege sind als kulturhistorischer Lehrpfad angelegt, so können etwa auf dem Karrenweg nach Ses Sínies (hin und zurück 6,7 km) ein Kalkofen und mehrere Kohlenmeiler besichtigt werden.  Anspruchsvoll gestaltet sich die Besteigung der Mola de s’Esclop, für die ab dem Hauptgebäude hin und zurück gut 5 Stunden eingeplant werden sollten. Eine Etappe des GR 221 quert das Tal von Süd nach Nord in seiner ganzen Länge, die Route ist u. a. mit Estellencs ausgeschildert.